# Neamblysomus
Neamblysomus é um gênero mamífero da família Chrysochloridae.

## Espécies
- Neamblysomus gunningi (Broom, 1908)
- Neamblysomus julianae Meester, 1972